# 湊村 (長野県)
湊村（みなとむら）は、1954年12月31日まで長野県諏訪郡に存在した村。現在の岡谷市湊にあたる。

## 地理

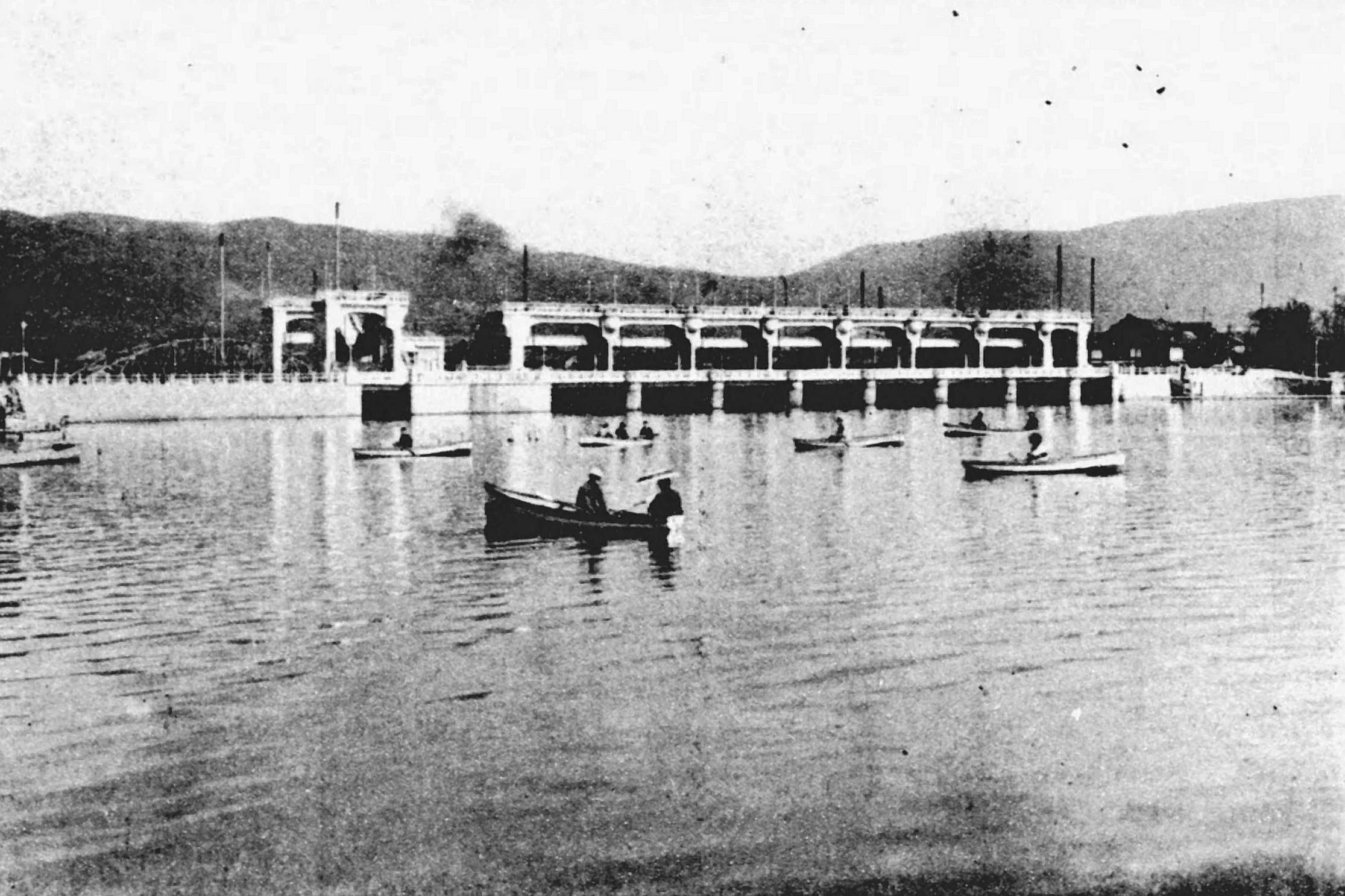
釜口水門 (1936年頃)

- 湖沼：諏訪湖

## 歴史

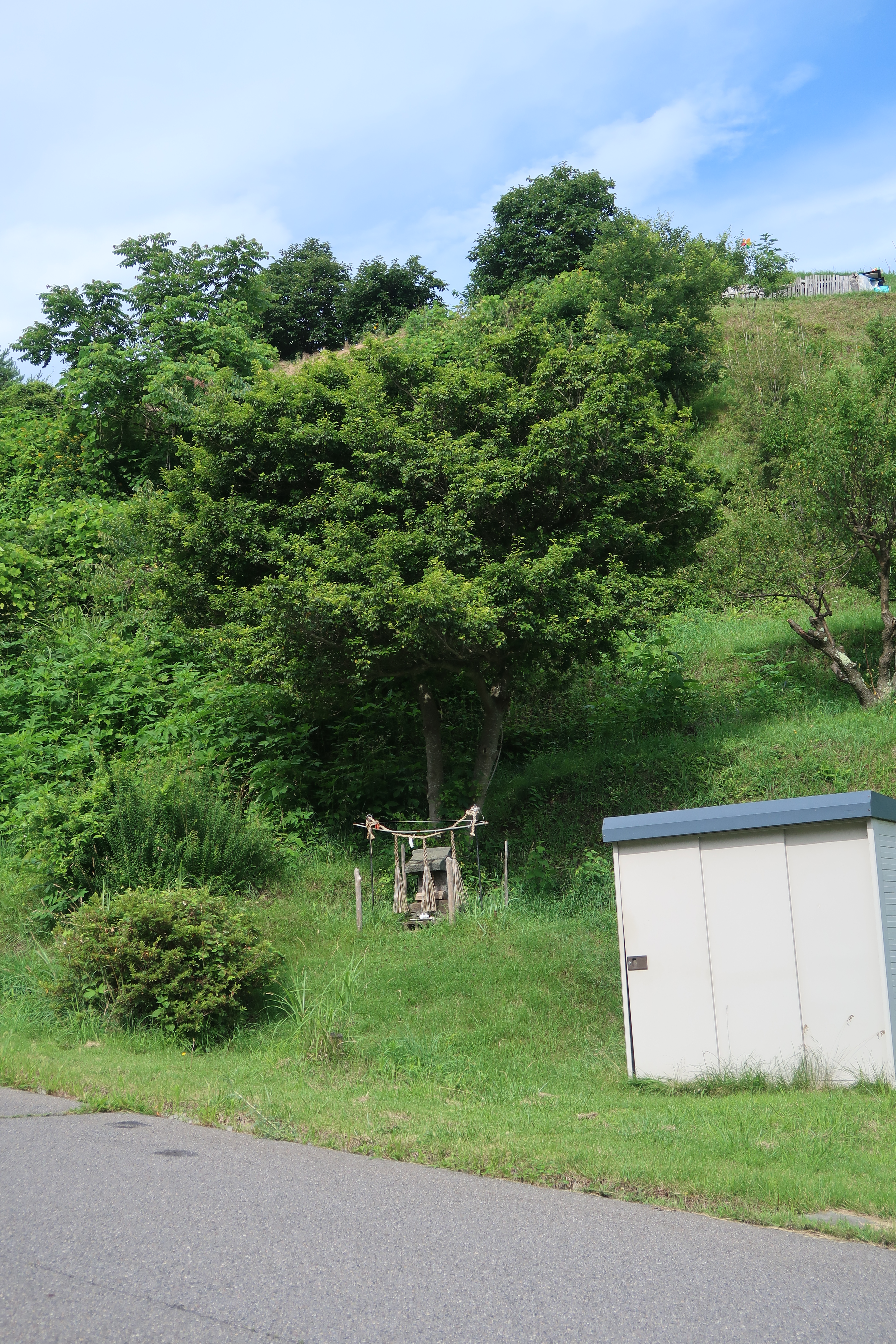
龍源山の神

- 1873年（明治7年）10月25日 - 筑摩県諏訪郡小坂村・花岡村が合併して湊村となる。
- 1876年（明治9年）8月21日 - 長野県の所属となる。
- 1889年（明治22年）4月1日 - 町村制の施行により、湊村が単独で自治体を形成。
- 1955年（昭和30年）1月1日 - 岡谷市に編入。同日湊村廃止。

## 地名
湊村合併前の自然村(現在の行政区)とその集落名。
- 花岡 (はなおか)
  - 小田井 (おたい)
- 小坂 (おさか)

## 教育
- 岡谷市立湊小学校
- 岡谷市立南部中学校

## 交通

### 道路
- 中央自動車道諏訪湖サービスエリア（一部分のみ）
- 長野県道16号岡谷茅野線